# Glenn Tipton
Glenn Raymond Tipton (* 25. října 1947 Blackheath, Anglie) je kytarista britské heavymetalové skupiny Judas Priest.
Jejím členem se stal roku 1974 po přijetí nabídky přítele K. K. Downinga. Jeho předchozím působištěm byla skupina
The Flying Hat Band.
V roce 1997 vydal své první sólové album s názvem Baptizm of Fire; na této desce se podílely další slavné osobnosti rockové scény např. Robert Trujillo z Metallicy, Cozy Powell z Black Sabbath, klávesista Don Airey z Deep Purple.
S Powellem a Johnem Entwistlem nahráli album Edge Of the World, které vyšlo v březnu 2006; je poněkud jiného charakteru než jeho předchůdce, ale obě alba vznikala ve stejné době.
Glenn dříve pracoval jako dělník v ocelárně, která se jmenovala British Steel a i jako zahradník. Má rád heavy metal, thrash metal, death metal, alternativní metal, vážnou a scénickou hudbu. Často s K. K. Downingem hrál tenis a golf.
Citát:"Dokud do toho budeme dávat naše srdce a dokud budeme těm lidem dávat co chtějí, nebudeme vůbec uvažovat o tom, že bychom skončili."

## Nemoc
V roce 2008 byla Glennovi diagnostikována Parkinsonova nemoc v raném stádiu a v roce 2018 na svém facebooku zveřejnili prohlášení, že Glenn Tipton nebude schopen vyrazit s Judas Priest na turné k albu Firepower, avšak stále zůstává oficiálním členem kapely. Glenn Tipton však na několika koncertech přesto vystoupil.
Během nahrávání alba Firepower měl Glenn problém s nahráváním kytarových partů kvůli nemoci. Ian Hill řekl: "Tipton čelil podobné situaci během zkoušek na Redeemer of Souls Tour v roce 2014." Glenn řekl: "Byl jsem šokován, když slyšel zprávu o své diagnóze a učinil mě ještě odhodlanějším bojovat. Stále jsem mohl hrát, takže jsem jen pokračoval v nahrávání a turné." Později Glenn v roce 2018 řekl: byl jsem „tak nějak šokován“ a popsal to jako "docela krutou nemoc“.

## Vybavení
Glenn hrál v průběhu let na několik kytar. Patří mezi ně Fender Stratocaster (ze 60. let do roku 1978), mezi roky 1978 a 1979 používal černý Gibson Les Paul. Začátkem 80. let používal upravený Fender Stratocaster s chromovaným pickguardem a humbuckery a na turné Screaming for Vengeance použil i upravený Gibson SG nastříkaný na černo s chromovaným pickguardem a humbuckery PAF. Kolem roku 1984 se dohodl s firmou Hamer Guitars na vyvinutí vlastních signovaných modelů kytar. Vznikl z toho Hamer Phantom GT, který měl jeden humbucker EMG, tremolo a jeden pot volume. Mezi lety 1984 a 1986 se prodávali i veřejnosti. Glenn používá stále tento typ kytary, ale s humbuckery značky Seymour Duncan. V roce 2009 jsi Glenn na turné British Steel 30th Anniversary vzal Fender Stratocaster a Gibson SG z 80. lét. Koncem roku 2015 také spolupracova s firmou ESP Guitars, a má svůj vlastní model GT-600 ve tvaru série ESP Viper.

## Diskografie

### Judas Priest
- Rocka Rolla (1974)
- Sad Wings of Destiny (1976)
- Sin After Sin (1977)
- Stained Class (1978)
- Killing Machine (1978) (v USA vydáno s názvem Hell Bent for Leather)
- British Steel (1980)
- Point of Entry (1981)
- Screaming for Vengence (1982)
- Defenders of the Faith (1984)
- Turbo (1986)
- Ram It Down (1988)
- Painkiller (1990)
- Jogulator (1997)
- Demolition (2001)
- Angel of Retribution (2005)
- Nostradamus (2008)
- Redeemer of Souls (2014)
- Firepower (2018)
- Invincible Shield (2024)

### Sólová alba
- Baptizm of Fire (1997)
- Edge of the World (2006)